# Крейвен (округ)
Округ Крейвен (англ. Craven County) расположен в США, на востоке штата Северная Каролина. В 2000 году население округа было 94 875.. Окружным центром является город Нью-Берн. Расположен в регионе Внутренние отмели.

## География
По данным Бюро переписи США, общая площадь округа составляет 2005 км², из которых 1835 км² — суша, 170 км² (8,49 %) — водная поверхность. Река Ньюс делит округ на две части.

### Районы
Округ разделён на 9 районов.

### Соседние округа
- Бофорт — северо-восток
- Памлико — восток
- Картерет — юго-восток
- Джонс — юго-запад
- Ленор — запад
- Питт — северо-запад

## Демография
По переписи 2000 года население округа было 91 436 человек. Расовый состав : 69,94 % белых, 25,12 % чёрных, 0,42 % коренных американцев, 0,99 % азиатов. В 2006 году население достигло 94 875 человек.

## Города

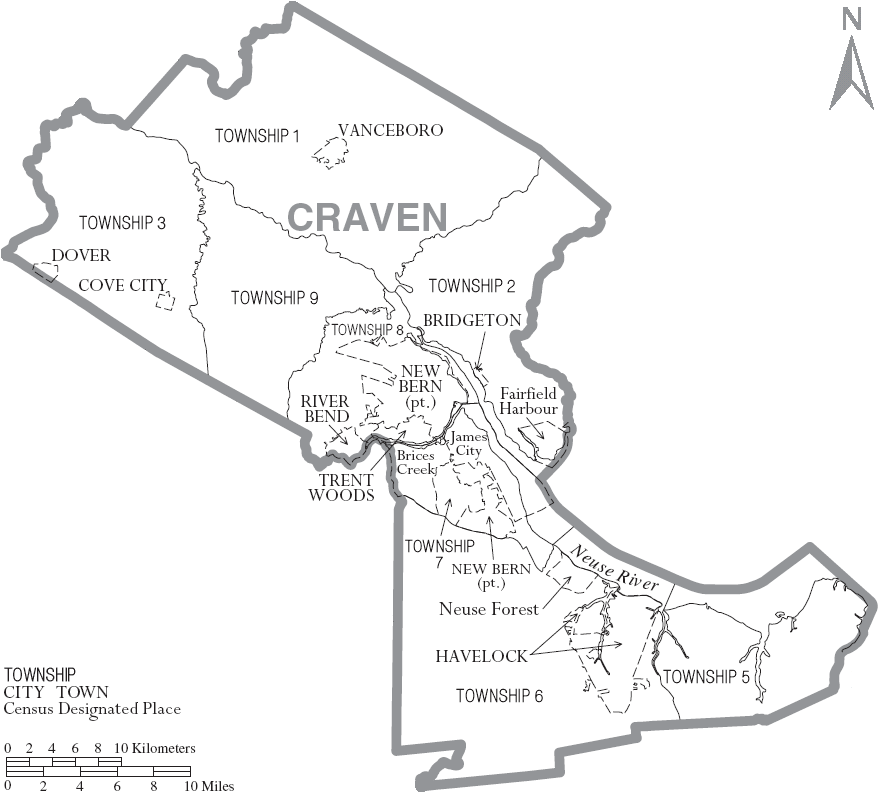
Карта округа Крейвен (Северная Каролина) с указанием городских муниципалитетов и районов.

- Брайсис-Крик
- Бриджтон
- Ков-Сити
- Дувр
- Фэрфилд-Харбор
- Хавлок
- Джеймс-Сити
- Ньюс-Форест
- Нью-Берн
- Ривер-Бенд
- Трент-Вудс
- Вансборо
- Харлоу
- Черри-Пойнт
- Черри-Бранч
- Адамс-Крик